# Family (banda española)
Family fue un grupo de pop donostiarra formado por el diseñador gráfico Javier Aramburu (voz, guitarras, programaciones) y por el músico Iñaki Gametxogoikoetxea (bajo y programaciones).
Pese a su breve existencia, apenas 5 años y un álbum acreditado, se le considera una gran influencia en el pop español de finales del siglo XX. El estilo de Family, situado por los críticos en el Sonido Donosti, tiene raíz británica cercana a grupos como New Order.

## Los orígenes
Entre 1983 y 1988 Aramburu y Gametxogoikoetxea formaban junto al periodista Ricardo Aldarondo un grupo llamado La Insidia que no llegó a publicar ningún álbum. 
Más tarde, entre 1989 y 1990, ya sin Aldarondo, pasaron a llamarse El Joven Lagarto. En esta etapa publicaron una maqueta con versiones acústicas de lo que posteriormente sería su primer álbum.

## Obra
Existen 2 maquetas en casete previas a la publicación de Un soplo en el corazón: una grabación doméstica de Un soplo en el corazón producida por Javi Pez y una segunda maqueta producida por el dúo titulada Octubre 1991 (también conocida como maqueta plateada, maqueta azul o maqueta azul plata).
Posteriormente trabajos grabaron un flexi, compartido con Fangoria y publicado por el Club Fan Fatal en 1992, en el que se versiona la canción El signo de la cruz de Décima Víctima. También existen varios temas en directo grabados por seguidores de la banda.
En abril de 1993, a través de Elefant Records, ve la luz el único álbum del grupo Un soplo en el corazón, cuyo título está inspirado en la película Le Souffle Au Cœur de Louis Malle. Se publicó en formato vinilo y en formato de disco compacto.

"Una publicación totémica como "Rockdelux" nombró a este único largo de Family, ubicado en algún punto entre el Sonido Donosti y el Manchester de New Order, como mejor álbum nacional de 1993 (empatando con Moor Room de Cancer Moon). Su influjo sedujo a muchas bandas de pop español posteriores como Astrud, La Buena Vida, La Casa Azul o también Fangoria."
David Gallardo, diario El País (2017) 

El grupo rehuyó las entrevistas y la publicidad llegando a distribuir una única foto de promoción en los medios y rodeándose de un especial halo de misterio. Actuaron en contadas ocasiones, entre otras, en la sala Morocco de Madrid, teloneando a Fangoria. Tras disolverse, ya que reaparecieron en una sola ocasión como Eternamatic, grupo formado junto a Teresa Iturrioz para una fiesta homenaje al locutor Juan de Pablos. Esta fue su última aparición pública.

"Un soplo en el corazón es de esa clase de discos que de principio a fin tienes incrustado en tu interior. Recitas esas palabras tan bien dispuestas en el momento preciso y te preguntas ¿a qué es debido? y no sabes contestar. Tal vez, simple poesía adornada de notas, pero no, es mucho más: es esa sensación enzarzada de melancolía, delicadeza, amor, soledad, tristeza, estética, desazón y gotitas de alegría condensadas en 14 canciones de finísima sensibilidad; esa brisa que sopla en el corazón por entre secretas galerías; es ese anhelo de intensificar la belleza; es eso..."
Simó Reus (April Eyes Zine) 

En mayo del 2003 Un soplo en el corazón sería reeditado por el sello discográfico Elefant, en el formato de digipack. No se realizó ningún trabajo de remasterización de las cintas de grabación originales y únicamente se realizó una adaptación de la portada a cargo de Javier Aramburu para adaptarla al nuevo formato físico.
En diciembre del 2003 Elefant y la revista Rockdelux (junto a su edición # 213) editaron el disco Un soplo en el corazón. Homenaje a Family donde grupos españoles versionaban el disco original de Family. La lista de participantes incluyó a muchos grupos de un estilo similar (indie, rock, pop): La Buena Vida, Chucho, Astrud, La Casa Azul, Nosoträsh, Fangoria o Los Planetas. La canción escogida por Astrud, "El bello verano", es en realidad una interpretación a cappella y en directo de la sintonía de la serie de televisión La pantera rosa, a la cual añadieron la letra de Family. El hecho de no ser una versión estricta de la canción original causó cierta controversia entre Astrud y los organizadores del homenaje.

"Una década después de la aparición del único trabajo largo publicado por el dúo donostiarra, el sello Elefant y la revista Rockdelux han auspiciado la edición de un CD, en formato digipak, de tributo a Family que, respetando el orden de las canciones del disco original, demuestra la influencia que ha proyectado Un soplo en el corazón en el pop español de los últimos diez años."
Información en el libreto del disco Homenaje a Family (2003) 

En agosto de 2013 Elefant Records reedita en vinilo el disco Un soplo en el corazónen una edición limitada y numerada de 1000 copias que incluyen algunas de las canciones presentes en las maquetas.
En 2014 ve la luz el disco Homenaje A Family. Un Soplo En El Corazón De Elefant nueva versión del álbum homenaje editado en 2003 con nuevos artistas como Papá Topo, Band À Part o La Bien Querida que hacen nuevas versiones de las canciones del disco. No obstante también se incluyen algunas de las versiones incluidas en el álbum anterior.
El 27 de noviembre de 2015 Elefant Records edita bajo el título Casete una versión remasterizada de la maqueta Octubre 1991.

## Discografía (oficial y no oficial)
- Primera maqueta (El Joven Lagarto / Family) (maqueta, 1989). Hasta donde se sabe jamás se llegó a distribuir fuera de círculos de amigos. A diferencia de la siguiente maqueta, Octubre 1991, no tenía diseño como tal. Contiene versiones acústicas de los temas que aparecerían en su primer álbum a excepción de tres temas no incluidos en el mismo.
- Octubre 1991 (maqueta, 1991). También llamada maqueta plateada, maqueta azul o maqueta azul plata. Se distribuyó en algunos conciertos como en el de la sala Siroco de Madrid. Maqueta producida por Javi Pez. Contiene 10 temas influenciados por el techno, que luego aparecerían en su primer álbum, a excepción del tema Sentimental que fue descartado.
- El signo de la cruz (Club Fan Fatal, 1992). Flexi compartido con Fangoria. Ambos grupos versionaban este tema de Décima Víctima.
- Un soplo en el corazón (Elefant, 1993). El primer y único álbum de Family. "Más que un álbum es una leyenda" dice la web de Elefant.
- Un soplo en el corazón (Elefant, 2003). Reedición por el décimo aniversario del álbum. No contiene temas extras.
- Un soplo en el corazón (Elefant, 2013). Reedición del vinilo por el 20 aniversario del álbum. Edición limitada y numerada de 1000 copias.
- Casete (Elefant, 2015). Reedición remasterizada de la maqueta de 1991.